# Moldenhauer Archives

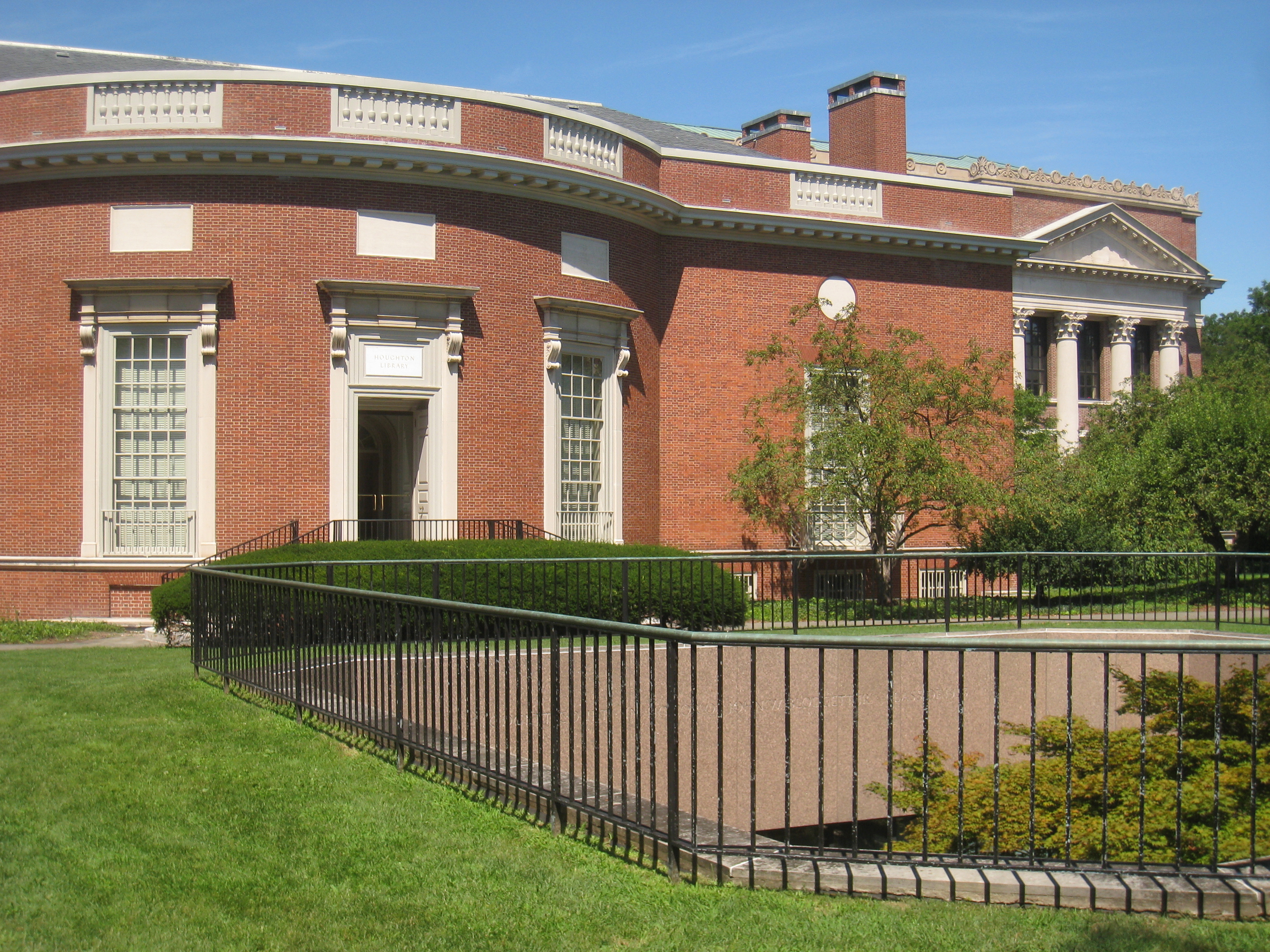
Houghton Library is the primary repository for rare books and manuscripts at Harvard University and houses the Gutenberg Bible and other unique books and documents.

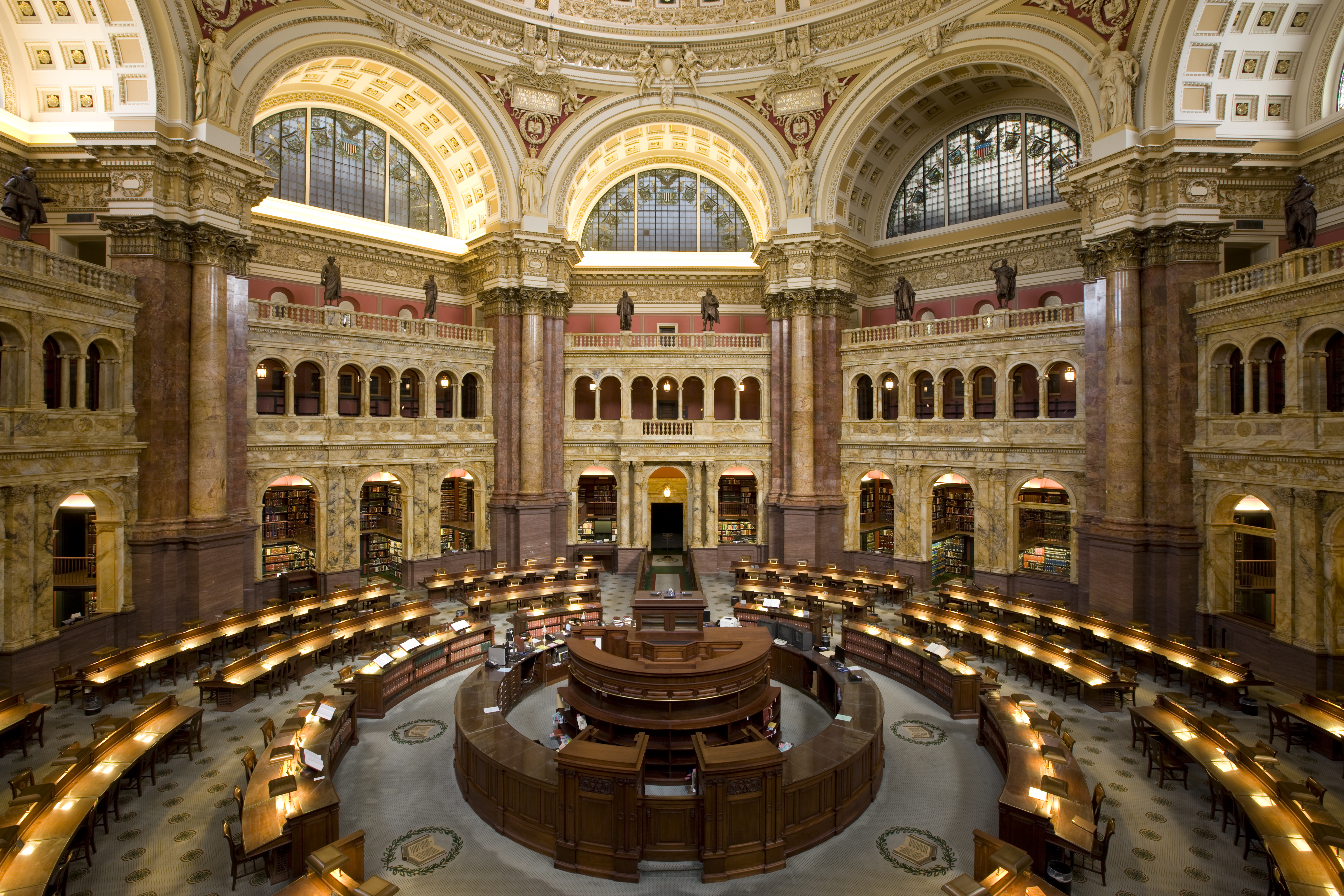
Library of Congress huvudlässal

The Moldenhauer Archives at the Library of Congress är ett arkiv med originalnoter, unika dokument och manuskript inom Library of Congress, det offentligt tillgängliga referensbiblioteket för ledamöterna i den amerikanska Kongressen.  Arkivet innehåller över 3.500 unika originaldokument av musikhistoriskt värde. En del av den unika samlingen, The Moldenhauer Archives at Harvard University, befinner sig i Houghton Library vid Harvard-universitetet.

## Betydelse
Arkivet grundades genom en donation av dokument av den tyske samlaren och musikhistorikern Hans Erhardt Moldenhauer. Arkivet utgör den mest omfattande samlingen av musikhistoriska originaldokument som någonsin hitintills sammanställts. Samlingen omfattar alla musikhistoriska epoker och innehåller originalnoter, korrespondens, anteckningar, illustrationer och andra representativa exempel av europeisk musikhistoria ända från Medeltiden fram till 1900-talet. 57 av Europas allra största kompositörer som Bach, Bartok, Beethoven och Brahms, via Mahler, Mendelsohn och Mozart, till Schubert, Schoenberg och Webern finns representerade genom originaldokument.
Hans Erhardt Moldenhauer föddes 1906 i Tyskland, men flydde 1938 till USA för att undkomma fascismen i sitt hemland. Han levde i USA fram till 1987, då han avled.